# Karuselový podvod
Karuselové podvody, nazývaný též jako kolotočové podvody, kruhové podvody nebo nepřesně jako podvody chybějícího obchodníka (Carousel Frauds, Missing Trader Frauds) jsou druhem podvodu dani z přidané hodnoty a představují významnou část úniků DPH. Organizované skupiny obvykle využívají přeshraničního obchodu v Evropské unii, při kterém je dodání zboží mezi státy osvobozené od DPH. Karuselové podvody jsou podmnožinou podvodů na DPH založených na podvodu chybějícího obchodníka v intrakomunitárním měřítku (missing trader intra-community fraud, neboli MTIC fraud). Rozdíl spočívá v tom, že u karuselového podvodu jedno a totéž zboží koluje mezi stejnými účastníky. Podvodu na DPH však může být za využití stejného principu uskutečněn také tam, kde se zboží či účastníci mění. Společným znakem je však vždy existence „chybějícího obchodníka“.
Termín „chybějící obchodník“ (missing trader) odkazuje na skutečnost, že obchodník zmizí a s ním zmizí i DPH, které měl odvést státu. Kvůli tomu jsou chybějící obchodníci označováni také jako bílí koně. Karusel má vyjádřit specifičtější typ podvodu, kdy se zboží řetězovitě obchoduje, přičemž v jednom místě řetězce plátců DPH není daň přiznána ani odvedena a příslušný ekonomický subjekt přestane existovat či tuto firmu není možné dopátrat.

## Princip karuselu

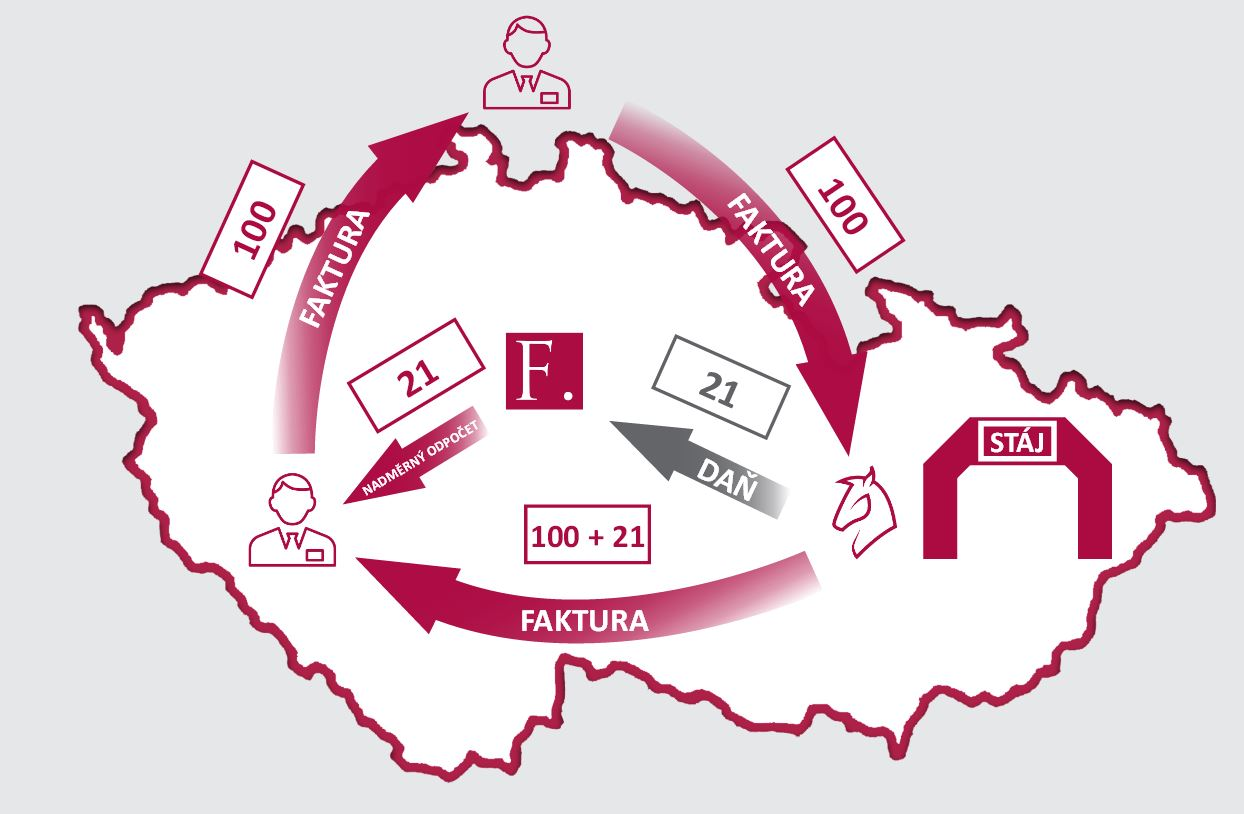
Obrázkově znázorněný průběh karuselových podvodů

V základním schématu karuselu jsou minimálně tři subjekty:
- Bílý kůň (missing trader) – neodvede daň na výstupu
- Firma (broker) – žádá odpočet daně na vstupu
- EU plátce

Povinnost odvést DPH vzniká u obchodníka, který zboží získá z jiného státu a chce ho prodat ve svém státu. Bílý kůň prodává zboží s DPH. Firma, která zboží koupí, zaplatí DPH bílému koni a následně prodá zboží do EU (bez DPH). Firma si poté uplatní nárok na nadměrný odpočet. V tu chvíli bílý kůň zmizí z trhu (skryje se před finančním úřadem), aniž by zaplatil DPH. Pokud finanční úřad neprokáže firmě účast na výše uvedeném podvodu, musí uznat nárok na nadměrný odpočet.

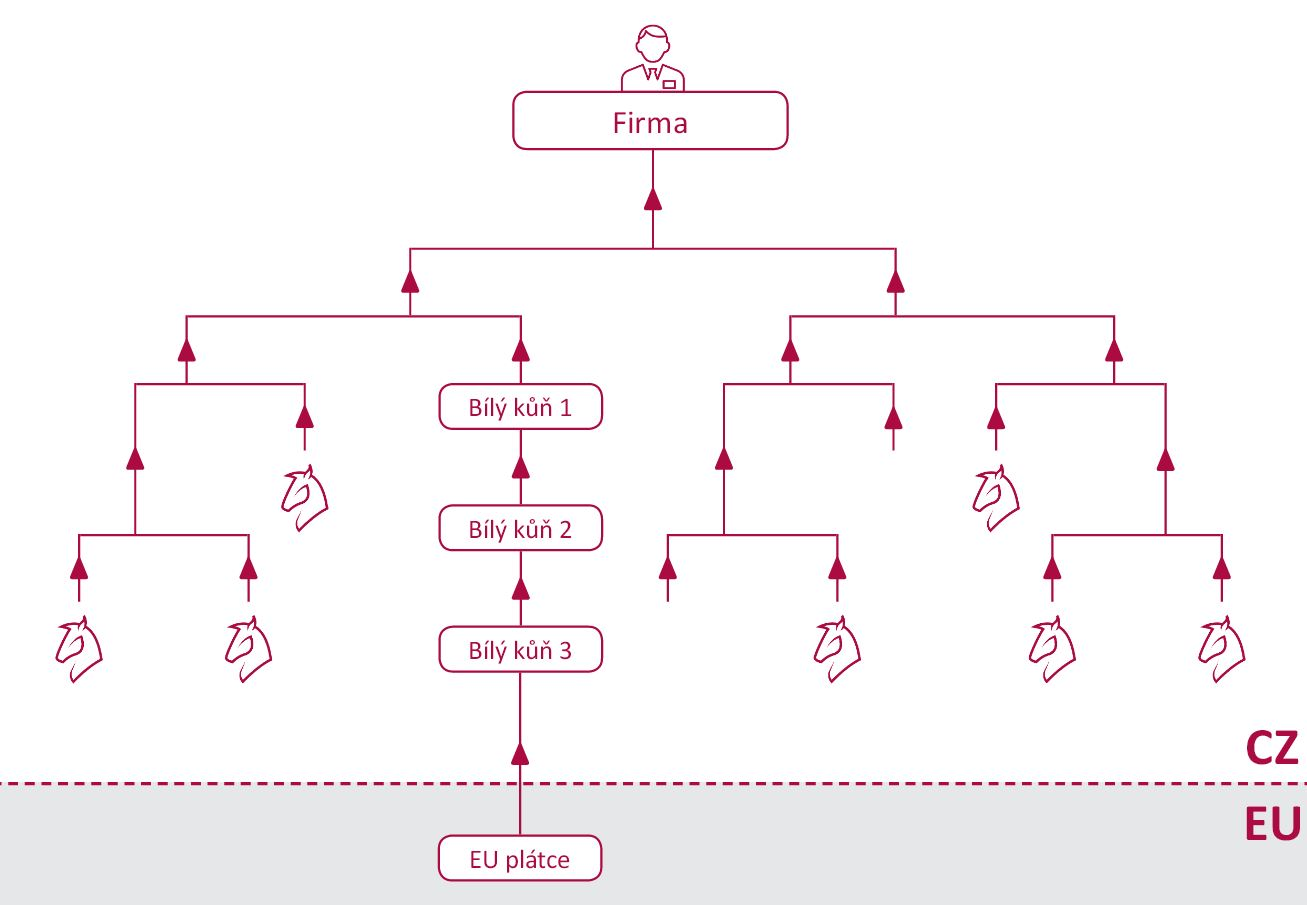
Struktura organizované skupiny provádějící karuselové podvody

V případě tří subjektů by byly karuselové podvody jednoduše odhalitelné. Organizované skupiny proto nasazují mnoho bílých koní, aby struktura podvodu zůstala skryta. Karusel poté může mít desítky až stovky účastníků. Jednotlivé subjekty podvodu mizí a nové se objevují, rozkrytí celého řetězce proto může trvat i několik let.

## Dopady karuselových podvodů
- vytváří nelegální konkurenční výhody
- vytahování peněz ze státu = tunelování systému DPH

## Nové nástroje finanční správy
- Zajišťovací příkazy a doprovodná opatření
- Reverse charge
- Organizační kroky Finanční správy (Daňová Kobra, Pomoc Praze, celorepublikové kontrolní kompetence, registrace k DPH)
- Kontrolní hlášení

### Kontrolní hlášení
Finanční správa získá využitelné informace. Data od dodavatele a odběratele zboží se budou automaticky vzájemně párovat. Problémové plátce tedy bude relativně snadné identifikovat v krátkém čase. Rozkrytí těchto podvodů má být možné v řádu měsíců namísto let.

## Potírání karuselových podvodů ze strany Finanční správy
V české právním řádu bylo počínaje 1. dubna 2011 zavedeno tzv. ručení příjemce zdanitelného plnění. To lze nalézt v ustanovení § 109 zákona o DPH, které bylo za dobu své účinnost již několikrát novelizováno (rozšiřováno). Předobrazem tohoto ručení byla judikatura Soudního dvora EU, dle které lze finanční ztráty karuselového podvodu přenést na jakékoliv účastníky tohoto obchodu, pakliže o podvodu věděli či vědět mohli. Těmto v takovém případě bude odepřeno daňové zvýhodnění zpravidla spočívající v nároku na odpočet (nákup) či v nároku na osvobození od daně (prodej do jiného členského státu).
Finanční správě tak může finanční ztrátu z daňového podvodu přenést na dalšího účastníka když prokáže, že tento věděl či vědět měl, že transakce byla či bude zasažena podvodem. K interpretaci pojmu věděl či vědět měl Lichnovský uvádí, „že nárok na odpočet daně nelze odepřít v případě, kdy existuje pouze více či méně pravděpodobná možnost, že je obchodní transakce zasažena podvodem na DPH. Otázka racionálního vysvětlení transakce je tak pro účely prokazování podvodů klíčová.“ Ohledně prokazování vědomí účastníka transakce o podvodu nese důkazní břemeno Finanční správa. Unese-li jej, je oprávněna finanční ztráty na takovýto daňový subjekt přenést skrze doměření daně.
Přenášení finančních ztrát daňových podvodů na ostatní účastníky obchodního vztahu zatíženého podvodem má vést k tomu, aby tito věnovali pozornost svým obchodním partnerům. Vhodným výběrem totiž mohou zamezit tomu, aby se stali součástí podvodného jednání. Dle Soudního dvora EU ledabylý přístup podnikatelů podvod umožňuje, v důsledku čehož je nutno na tyto nahlížet jako na spolupachatele a daňové zvýhodnění jim nepřiznat.

### Vadné postupy finanční správy
Doměření daně z titulu účasti na podvodu dnes patří mezi velice časté a je předmětem mnoha sporů, jakož i rozsudků soudů nejenom českých, leč také zahraničních, Soudní dvůr EU nevyjímaje. Jak však uvádí Lichnovský, do dnešního dne se finanční správa dopouští mnoha chyb, což ohrožuje úspěšný výsledek doměření. Poukázat je třeba zejména na skutečnost, že k 1. dubnu 2011 došlo právě pro účely potírání podvodů k zavedení institutu ručení do zákona (viz ustanovení § 109 zákona o DPH). Tím bylo odstraněno zákonné vakuum, které zde do té doby existovalo a které po přechodnou dobu opravňovalo finanční správu doměřovat s pouhým odkazem na judikaturu Soudního dvora EU. Jak však ve své zprávě ze dne 30. 3. 2015 upozornil i Nejvyšší kontrolní úřad, tak předpokládaný dopad zavedení institutu ručení příjemce zdanitelného plnění v období 2011–2013 měl být ve výši 1,5 mld. Kč. Naproti tomu v praxi byl tento režim použit jen v 16 případech, ve kterých byla uhrazena daň ve výši 15,3 mil. Kč. Finanční správa tak na místo doměření daně zákonem předpokládaným způsobem postupuje vedle zákona a své doměření daně toliko opírá o jen stěží uchopitelnou judikaturu Soudního dvora EU. V právním státě by se však mělo jednat o nepřípustný výkon veřejné moci. Dle Lichnovského se jedná o ryze účelový krok finanční správy, jelikož tento způsob, byť jej zákon nezná, je „pro ni příznivější (méně ohraničený, a tudíž benevolentnější, nadto spojovaný s ukládáním penále a požadavkem na nadstandardní úrok z prodlení)“.